# 鈴木賢二
鈴木 賢二（すずき けんじ、1906年1月 - 1987年11月15日）は、栃木県出身の版画家、彫刻家。

## 来歴
- 1906年 栃木県栃木市に生まれる
- 1924年 （旧制）栃木県立栃木中学校卒業
- 1925年 東京美術学校彫塑科入学
- 1929年 東京美術学校退学、日本プロレタリア美術家同盟書記長に就任
- 1931年 プロレタリア美術研究所に入る
- 1946年 日本美術会北関東支部長に就任
- 1949年 日本版画運動協会設立
- 1962年 日本ブルガリア友好協会理事に就任
- 1963年 キューバ友好協会理事、インドネシア文化協会理事に就任
- 1987年 死去

## 主な作品
- 朝鮮のおじさん（彫刻）
- 小午飯（こじはん）（版画）
- 麦
- おしっこ
- たきぎとり（版画）
- おしな（版画）
- 花（版画）
- 平和を世界に（版画）

## 家族
- 長男：鈴木徹 (彫刻家)